# Ladislav Hlaváček
Ladislav Hlaváček (1925. június 26. – Prága, 2014. április 21.) cseh labdarúgócsatár. 1949-ben a csehszlovák élvonal gólkirálya lett.
A csehszlovák válogatott tagjaként részt vett az 1954-es labdarúgó-világbajnokságon.